# Aliağa Petkim

El Aliağa Petkim es un equipo de baloncesto turco que compite en la Türkiye 1, la primera división del país. Tiene su sede en la ciudad de Esmirna. Disputa sus partidos en el Aliaga Belediyesi Enka Spor Salonu, con capacidad para 2.500 espectadores.

## Historia
La sección de baloncesto del Aliağa Petkim se creó en 1993, y se mantuvo jugando en las categorías inferiores del baloncesto turco hasta que en 2008 acabó segundo de la segunda división, consiguiendo el ascenso a la Türkiye 1. En su primera temporada en la élite salvó el descenso acabando en el puesto 14, mejorando una posición al año siguiente. En la temporada 2011-2012 consigue su mejor puesto, el puesto 7.

## Historial en la Liga Turca
- 2003-2004 - (3)
- 2004-2005 - 3º (2A)
- 2005-2006 - 7º (2B)
- 2006-2007 - 3º (2A)
- 2007-2008 - 2º (2)
- 2008-2009 – 14º
- 2009-2010 – 13º
- 2010-2011 – 14º
- 2011-2012 – 7º
- 2012-2013 - 11º

## Palmarés
- TBL2
  - Finalista (1): 2008

## Jugadores Célebres
- Barış Güney
- Ceyhun Altay
- Fatih Solak
- Hüseyin Beşok
- Reha Öz
- Ümit Sonkol
- Kaspars Kambala
- Aubrey Coleman
- Aubrey Reese
- Brian Qvale
- - Charles Davis
- Dalron Johnson
- Jack McClinton
- Jerome Randle
- Jarvis Hayes
- Lorenzo Gordon
- Mike James
- Roderick Wilmont
- Ryan Toolson
- - Quinton Hosley